# Retter Linien
Die Retter Linien sind ein in Niederösterreich – im Verkehrsverbund Ost-Region – und der Steiermark – im Steirischen Verkehrsverbund – tätiges Personenbeförderungsunternehmen mit Hauptsitz in Neunkirchen (Niederösterreich).
Es werden von Retter Linien zahlreiche Linien in Niederösterreich (im Bezirk Neunkirchen) und neun Linien in der Steiermark betrieben. Manche der Linien wurden bis Ende 2005 vom Postbus betrieben. Im Zuge der Fusionierung von Postbus und Bahnbus mussten per Ministerratsbeschluss 30 Prozent (vom ÖBB-Postbus) privatisiert werden. Die Firma Retter hat durch einen Kauf (Rechtsnachfolge) Liegenschaften, Mitarbeiter und Busse übernommen.
Im Jahre 2015 wurde die Busflotte vollständig auf die Premium-Marke Setra umgestellt. Damit kommen ausschließlich Busse mit der umweltfreundlichen Norm EOROVI zum Einsatz. Das Unternehmen fährt mit ca. 50 Bussen 2,9 Mio. Kilometer pro Jahr.

## Linien

### Niederösterreich
- 1702: Neunkirchen – Wartmannstetten – Penk – Kirchberg am Wechsel
- 1704: Wimpassing – Ternitz – Neunkirchen – Loipersbach – Pitten
- 1706: Neunkirchen – Willendorf – Winzendorf
- 1710: Stadtverkehr Neunkirchen
- 1714: Neunkirchen – Willendorf – Grünbach/Schneeberg
- 1716: Willendorf – Zweiersdorf – Grünbach/Schneeberg
- 1718: Neunkirchen – Flatz
- 1720: Neunkirchen – Ternitz – Puchberg – Losenheim
- 1722: Rundverkehr Ternitz
- 1724: Neunkirchen – Ternitz – Pottschach – Buchbach
- 1726: Neunkirchen – Wimpassing – Gloggnitz
- 1732: Gloggnitz – Prigglitz
- 1734: Gloggnitz – Otterthal – Trattenbach – Kirchberg/Wechsel
- 1736: Kirchberg/Wechsel – Trattenbach – Pfaffen
- 1738: Gloggnitz – Kranichberg – Kirchberg/Wechsel
- 1742: Gutenstein – Pernitz – Neusiedl
- 1742A: Pernitz – Feichtenbach
- 1742B: Schwarzau/Gebirge – Pernitz  (Saisonlinie)
- 1746/1748: Payerbach – Gloggnitz
- 1746: Payerbach – Schwarzau/Gebirge – Rohr/Gebirge
- 1748: Payerbach – Hirschwang – Preiner Gscheid
- 1750: Neunkirchen – Payerbach – Mariazell – Erlaufsee (Saisonlinie)
- 1754: Payerbach – Prein/Rax – Semmering (Saisonlinie)
- 1756: Payerbach – Kreuzberg – Maria Schutz (Saisonlinie)
- 1758: Aspang-Markt – Mönichkirchen
- 1760: Gloggnitz – Maria Schutz – Semmering
- 1762: Aspang-Markt – St. Corona/Wechsel – Kirchberg/Wechsel
- 1764: Aspang-Markt – Mariensee
- 1766: Mönichkirchen – Friedberg  (Saisonlinie)
- 1768: Aspang-Markt – Zöbern – Schlag

### Steiermark
- 222: Anger – Heilbrunn – Brandlucken
- 233: Hartberg – Flattendorf – Pöllau bei Hartberg – Birkfeld
- 346: Pöllauberg – Oberneuberg – Pöllau bei Hartberg
- 473: Gersdorf – Gschmaier – Hofgut – Ilz
- 474: Ilz – Haselberg / Reigersberg – Ilz
- 475: Nestelbach/Ilztal – Nestelberg/Ilz – Markt Hartmannsdorf